# Намігата Дзюнрі
Намігата Дзюнрі (яп. 波形 純理, Namigata Junri, нар. 5 липня 1982) — колишня японська тенісистка.
Найвищу одиночну позицію світового рейтингу — 105 місце досягла 28 лютого 2011, парну — 101 місце — 25 травня 2015 року.
Здобула 7 одиночних та 1 парний титул.